# Каракорум
Вижте пояснителната страница за други значения на Каракорум.
Каракору̀м (от тюркски: „Черни скалисти планини“) е планинска система в Централна Азия, разположена на териториите на Индия, Пакистан и Китай, между планинските системи на Хиндукуш на северозапад, Кунлун на север и Гангдисе (Трансхималаи, Гандисишан) на юг. Дължина от северозапад на югоизток около 500 km, а заедно с източните си продължения – хребетите Чангченмо и Пангонг, осъществяващи връзката ѝ с Тибетската планинска земя – над 800 km. Ширина от 150 до 250 km.

## Природа

### Релеф
Каракорум се състои от няколко паралелни хребета и отклоняващи се от тях странични хребети (Салторо, Сасир и др.). Централната част представлява монолитен гребен и е втората по височина след Хималаите планинска система на Земята. Средната надморска височина е около 6000 m, максимална – връх Чогори (K2, 8611 m). Освен него още 3 върха превишават 8000 m, а над 60 върха са с височина над 7000 m. (Виж долната таблица). Много от проходите лежат на височина 4600 – 5800 m
- K2 (Чогори) (8611 m)
- Гашербрум I (8068 m)
- Броуд пик (8047 m)
- Гашербрум II (8035 m)
- Гашербрум IV (7925 m)
- Дистагил Сар (7885 m)
- Машербрум (7821 m)
- Ракапоши (7788 m)
- Канжут Сар (7761 m)
- Saser Kangri (7672 m)
- Чоголиса (7665 m)
- Хармош пик (7397 m)
- Оугър (7285 m)
- Мустаг тауър (7273 m)

Релефът е високопланински, алпийски със скалисти гребени и стръмни склонове. Югозападните склонове са дълги, а североизточните – къси. Има многочислени сипеи и каменопади, които във вътрешните котловини, заети от долините на реките Шайок, Каракаш и др., преминават в каменисти шлейфове. Напречните долини обичайно имат облик на тесни и дълбоки дефилета.

### Геоложки строеж, полезни изкопаеми
Територията на Каракорум принадлежи към Алпийската геосинклинална (нагъната) зона, заемаща междинно положение между структурите на Памир и Хималаите. В тектонско отношение планината представлява огромен антиклинорий със северозападно простиране. Неговата осова зона е образувана от гнайси, кристалинни шисти и мрамори, интрузивни гранодиорити и гранити с алпийска възраст, североизточната зона – от горнопалеозойски и мезозойски глинести и карбонатни скали, пронизани от отделни гранитоидни тела, а югозападната зона – от слабо метаморфозирани вулканогенно-седиментни образувания. Структурите на североизточната зона са стръмно обърнати на север, а югозападните – на юг. За граница на зоните служат система от големи разломи. Разнородните тектонски зони в Каракорум са се обединили в едно цяло през неогена и кватернера в резултат на интензивно издигане. В планината са открити находища на берилий и молибден, свързани с гранитите, злато, сяра (малки постмагматилни находища), скъпоценни камъни, свързани с пегматитите, и източници на минерални води.

### Климат
Климатът на Каракорум е предимно полупустинен, рязко континентален. По южните му склонове се проявява овлажняващото влияние на мусоните от Индийския океан, а за северните склонове е характерна изключителната аридност. В подножията на склоновете годишната сума на валежите е около 100 mm, а на височина над 5000 m – над 500 mm. Валежите във високопланинската зона са с летен максимум и са винаги във вид на сняг. За голяма част от планината са характерни отрицателните средногодишни температури на въздуха. Характерни особености на климата се явяват също интензивната слънчева радиация, големите денонощни амплитуди на температурата на въздуха и значителната изпаряемост.

### Води, ледници
Планината служи за вододел между басейните на реките Инд (Шигар, Шайок) и Тарим (Раскемдаря и притока ѝ Кърчинбулак). Основното подхранване на реките се дължи на топенето на сезонните и вечните снегове и ледници през лятото. Грунтовите води се формират в наносни конуси и способстват за по-равномерния отток през годината. През зимата всички реки замръзват и се образуват големи ледени натрупвания. В средните и долни части на склоновете реките имат предимно транзитен характер. В централните части на междупланинските котловини понякога се срещат безотточни езера и солени блата.
Общата площ на ледниците в Каракорум е 17 800 km². Тук са разположени едни от най-големите планински ледници на Земята – Сиачен (75 km, 1150 – 1200 km²), Балторо (62 km), Римо (45 km), Талдъбулак (30 km) и др. Най-голямо заледяване е развито по южния склон на планината. Снежната граница по южните склонове преминава на височина около 4700 m, а ледниците се спускат до 2900 m. По северните склонове снежната граница е на височина около 5900 m, а краищата на ледниците са на 3500 – 3600 m височина. Следи от древни заледявания се откриват на височина 2600 – 2900 m и нагоре.

### Растителност, животински свят, земеделие
Значителните контрасти в овлажняването на северните и южните склонове и колебанията на височините в Каракорум обуславят голямото разнообразие от ландшафти, разпределението на които се подчинява на закономерностите на височинната зоналност. По северните склонове до височина 2400 – 2800 m са разпространени пустинни ландшафти с рядка растителна покривка от калидиум, реомюрия и ефедра, а обширни пространства са съвършено лишени от растителност. Само около изворите на река Раскемдаря и нейните притоци има участъци заети с храсталаци (предимно барбарис) и топола. До 3100 m н.в. господстват пустинно-степните ландшафти, заети от редки участъци с терескен в съчетание с треви (типчак, коило). До 3500 m н.в. преобладават планинските степи, а в най-овлажнените и защитени от ветровете места – ливадни степи с участие на кобрезия. Още по-нагоре следват високопланински терескенови и пелино-терескенови пустини в съчетание със солончакови пасища. По южните склонове и по долините на реките до 3000 – 3500 m н.в. са развити гори от бор и хималайски кедър, а покрай реките – от топола. Нагоре следват високопланински степи с елементи на алпийски пасища.
Най-специфичните представители на животинския свят са: тибетски як, антилопа оронго, антилопа ада, а по южните склонове – диво магаре. От хищниците се среща снежен барс. Има многочислени гризачи (сив хомяк и др.), а най-характерните птици са пухопръста пустинарка, тибетски улар, яребица, сърпоклюн, белогърдест гълъб, червена планинска чинка. Участъците по бреговете на реките и езерата се използват за пасища. По южните склонове на места е развито земеделие, като до около 4000 m н.в. се отглежда ечемик, грах, люцерна, а по най-ниските склонове – грозде, праскови.